# Der Bogenschütze (Kopenhagen)

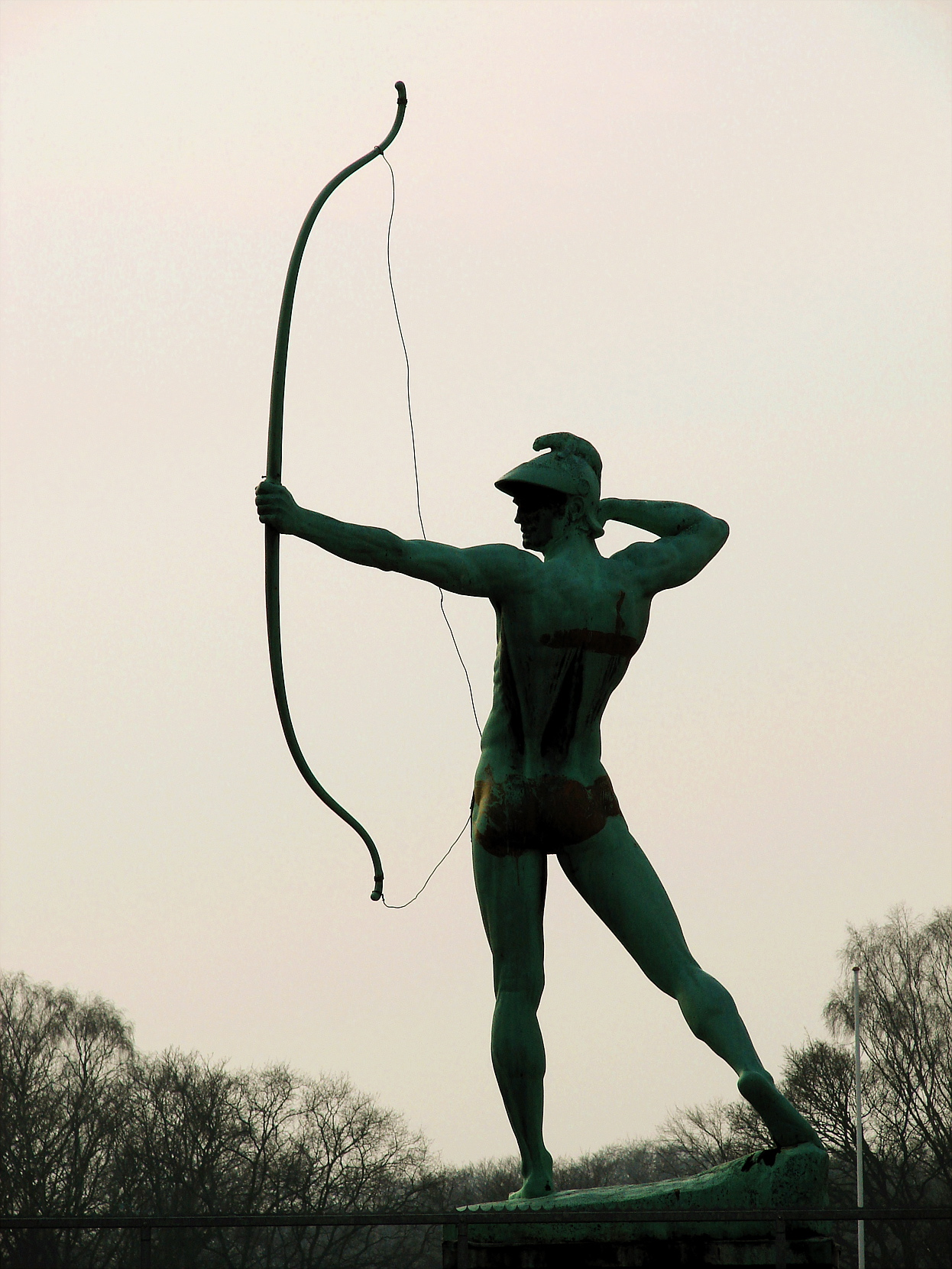
Bronzeskulptur Der Bogenschütze

Der Bogenschütze (dänisch: Bueskytten) ist eine Bronzeskulptur des deutschen Bildhauers Ernst Moritz Geyger, die im Østerbro Stadion in Kopenhagen steht.

## Geschichte
Der Bogenschütze ist Geygers berühmtestes Werk. Das Original von 1895 ist fast vier Meter hoch und wurde 1900 in Bronze gegossen und vom deutschen Kaiser Wilhelm II. für den Sizilianischen Garten in Sanssouci in Potsdam erworben. Im Jahr 1902 formte der Künstler vier kleinere Kopien. Drei Kopien wurden in Dresden, Hannover und Ludwigshafen aufgestellt. Das vierte Exemplar wurde von dem Bierbrauer Carl Jacobsen 1912 gekauft, der es im  Juni 1913 mit fünf anderen Skulpturen bei der Einweihung des Kopenhagener Sportparks (heute Østerbro-Stadion) in Østerbro aufstellte.
Im Jahr 2009 wurden die sechs Statuen, das Sportzentrum mit seinem Zaun, die Torsäulen und die Tore zum Platz hin unter Schutz gestellt.
Zeitweise fehlte der Pfeil und die Sehne war nicht in der Hand des Schützen. Im Vergleich zu früheren Fotos der Bogenschützenstatuen unterscheidet sich der heutige Pfeil und seine Position geringfügig; die markante Pfeilspitze fehlt der Statue.

## Beschreibung

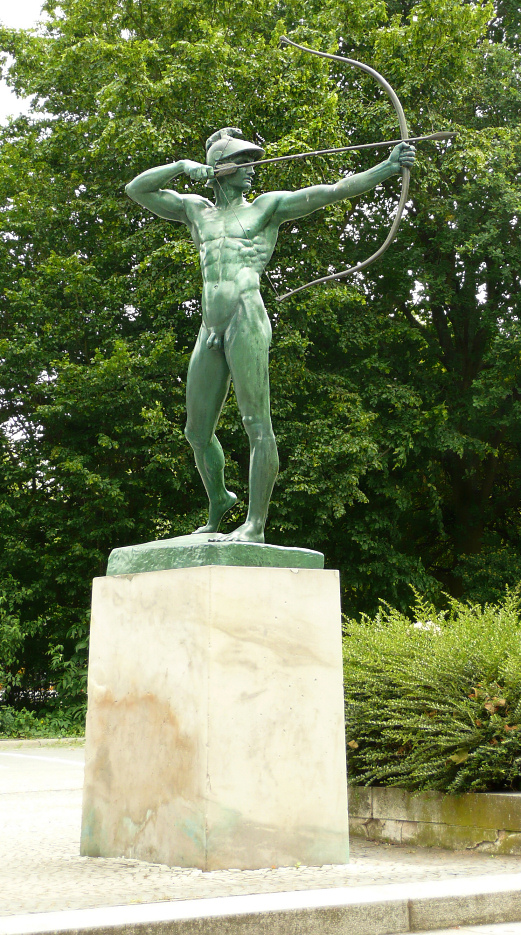
Bogenschütze in Hannover

Die Statue zeigt einen nackten, muskulösen Mann, der im Begriff ist, einen Pfeil abzuschießen. Der Bogenschütze ist leicht nach vorne gebeugt, um maximale Spannung in seinem Körper und im Bogen zu erzeugen. Sein Blick ist konzentriert auf das Ziel gerichtet, und jede Muskelgruppe scheint unter der Anstrengung sichtbar angespannt zu sein.